# 藤村木音
藤村 木音（ふじむら きのん、2005年4月8日 - ）は、日本のファッションモデル。福岡県出身。スターダストプロモーション制作3部所属。

## 略歴
2014年(平成26年)、スターダストプロモーションの全国オーディションに合格し、制作3部に所属となる。
2016年(平成28年)12月22日(木曜日)、小学校5年生の際に、『第5回ニコ☆プチモデルオーディション』にてグランプリを受賞。2017年(平成29年)2月号より同誌専属モデルとしてデビューを果たした。
2018年4月号で初表紙を飾り、同年のグアムロケメンバーにも選抜される。「プチ☆コレ8」オープニングムービー「ニコ☆プチ戦隊オシャレンジャー」のメンバー、「プチ☆コレ9」オープニングムービー「オシャレ甲子園」のメンバーに選ばれるなど関連イベントでも活躍した。
2019年4月28日開催の「プチ☆コレ9」でプチモを卒業し、同年、ミスセブンティーンオーディションに応募するが、合格は叶わなかった。
2020年、2度目の応募でミスセブンティーンに選ばれ、セブンティーン専属モデルとなる。

## 人物
- ばってん少女隊 の希山愛、瀬田さくら、西垣有彩は、福岡営業所レッスン生の先輩であり、藤村とともにレッスンを受けていた。初レッスンの時は、希山が、荷物置き場を教えるなどの世話を焼いた[15]。
- お風呂上がりにはマッサージやストレッチをして、毎日、高くあげた脚を壁につけて浮腫取りをしている。最近は引き締めることに力を入れていて、筋トレをしている。
- ミスセブンティーン合格について、「ミスセブンティーンにはずっと憧れていたので、信じられないぐらい嬉しすぎて、合格の知らせ聞いたときは泣きました。地元の福岡にいたのでマネージャーさんからテレビ電話で聞いたのですが、“決定したよ”と聞いた瞬間、“えっ？”って信じられなくて、その後どんどん、“ああ、合格できたんだ…”って実感してきて、涙が出てきました。」と語っている。
- ミスセブンティーンの面接の時、緊張し過ぎて、立っているだけで足がガタガタ震えたことが記憶に残っている。
- 食べることが大好きで、好物はお寿司と栗まんじゅう。

## 出演

### テレビ
- 超無敵クラス（2021年11月9日・12月7日、日本テレビ）

### ネット番組
- モっと！ニコ☆プチTV（2018年12月 - 2019年3月、TSUTAYA TV）[16][17][18]

### ランウェイ
- Rakuten GirlsAward 2023 AUTUMN/WINTER（2023年9月30日、幕張メッセ）[19]

### 広告
- ナルミヤ・インターナショナル メゾピアノジュニア（2018年） - イメージモデル[20][21]
- SISTERJENNIイメージモデル

### CM
- 2017年ビバリー「パチェリエ」cm
  - 2019年ミスセブンティーンの雑賀サクラと共演
- バンダイ 「パーリーポップス！」（2018年）[22]
- 西鉄グループ
  - 「西鉄ホーム」ブランドcm（2020年）
  - コットンヒルズ 時彩の森（2021年7月 - ）

### イベント
- 超十代 - ULTRA TEENS FES - 2021（2021年3月30日、豊洲PIT）[23]
- Seventeen 夏の学園祭
  - Seventeen夏の学園祭2023（2023年8月23日、東京ドームシティ プリズムホール）[24]

## 書籍

### 雑誌
- ニコ☆プチ（2017年2月号 - 2019年6月号、新潮社） - 専属モデル[4][25][26]
- Seventeen（2020年11月号 - 、集英社） - 専属モデル[27][28]